# Комізо (аеропорт)
Аеропорт Комізо (італ. Aeroporto di Comiso) (IATA: CIY, ICAO: LICB), або аеропорт Вінченцо Мальокко — аеропорт, розташований у місті Комізо, провінція Рагуза, Сицилія, південна Італія. 
Аеропорт обслуговує Комізо (5 км), Рагузу (15 км), Вітторію та Джелу. 
Аеропорт був відкритий для комерційної та загальної авіації з 30 травня 2013 року.

## Історія
Влітку 1937 року почалися роботи з будівництва аеропорту Комізо. 
Вони закінчилися того ж року, і аеропорт було оголошено відкритим 
.
У листопаді 1972 року прийнято рішення про закриття аеропорту для цивільного руху 
. 
У серпні 1981 року Рада міністрів Італії ухвалила рішення про розміщення найбільшої європейської ракетної бази НАТО в Комізо 
.
У 1999 році вирішено, що аеропорт виконуватиме роль центру НАТО для розміщення майже п'яти тисяч біженців з Косова 
.

## Авіалінії та напрямки
| Авіакомпанія | Пункт призначення                                                               |
| ------------ | ------------------------------------------------------------------------------- |
| Ryanair      | Мілан-Бергамо, Брюссель-Шарлеруа, Мілан–Мальпенса, Піза, Рим-Ф'юмічіно, Тревізо |

## Статистика
Див. джерело запитів Вікіданих та джерела.